# Hồng đen là nỗi buồn, hồng đỏ là tình yêu
Hồng đen là nỗi buồn, hồng đỏ là tình yêu (tiếng Nga: Чёрная роза — эмблема печали, красная роза — эмблема любви) là một phim hài của đạo diễn Sergey Solovyov, xuất bản tháng 1 năm 1990. Bộ phim gây được dư luận Liên Xô một thời gian ngắn và được trình chiếu tại sự kiện Un Certain Regard, Liên hoan phim Cannes 1990.

## Kĩ thuật

### Sản xuất
- Thiết kế: Marksen Gaukhman-Sverdlov
- Phục trang: Natalya Dzyubenko

### Diễn xuất
- Tatyana Drubich... Aleksandra
- Aleksandr Abdulov... Vladimir - bồ Aleksandra
- Mikhail Rozanov... Mitya - láng giềng Aleksandra
- Aleksandr Zbruyev... Cha Aleksandra
- Lyudmila Savelyeva... Mẹ Aleksandra
- Aleksandr Bashirov... Tolik - láng giềng Mitya
- Viktor Beshlyaga
- Valeri Burtashov
- Mikhail Danilov
- Ilya Ivanov... Plevakin
- Assan Kuiatte... Gã người Phi
- Georgy Saakyan... Iosif Stalin
- Yury Shumilo... Leonid Brezhnev
- Boris Grebenshchikov
- Sergey Makarov... Bệnh nhân
- Sergey Solovyov
- Svetlana Dzasukhova